# انتخابات سراسری سنت لوسیا (۲۰۲۱)
انتخابات سراسری سنت لوسیا (انگلیسی: 2021 Saint Lucian general election) در ۲۶ ژوئیه ۲۰۲۱ در سنت لوسیا برگزار شد و براساس قانون اساسی برای ۱۲ اکتبر سرنوشت تمامی ۱۷ کرسی مجلس ملی سنت لوسیا مشخص خواهد شد که از این تعداد ۱۳ کرسی از ۱۷ کرسی موجود متعلق به حزب کارگران متحد سنت لوسیا است، این درحالی است حزب کارگران متحد سنت لوسیا در این جریان ۹کرسی از ۱۱ کرسی خود را از دست داد.

## نظام انتخاباتی
هفده عضو منتخب مجلس ملی از طریق رای‌گیری نخست گزینی از حوزه‌های انتخابیه انتخاب می‌شوند.
بر اساس قانون اساسی، انتخابات پارلمان جدید حداکثر ۵ سال و ۹۰روز پس از گشایش جلسه قبلی پارلمان می‌تواند برگزار شود. اولین جلسه مجلس پس از انتخابات ۲۰۱۶ در ۱۲ ژوئیه ۲۰۱۶ برگزار شد و مهلت برگزاری بعدی آن در اکتبر ۲۰۲۱مشخص شد. آلن جاستانت، نخست‌وزیر فعلی، موافقت خود را با تاریخ بعدی انتخابات اعلام کرد و در آوریل ۲۰۲۱ قصد خود را برای جلوگیری از شیوع مجدد بیماری همه گیر کووید ۱۹ در سنت لوسیا اعلام نمود. جاستانت سرانجام در ۵ ژوئیه ۲۰۲۱ اعلام کرد که انتخابات در ۲۶ ژوئیه برگزار می‌شود.

## نتایج
حزب کارگر سنت لوسیا به رهبری فیلیپ پیر با کسب هفت کرسی ۱۳ کرسی از ۱۷ کرسی مجلس نمایندگان را به دست آورد. برای اولین بار از زمان استقلال این کشور حزب کارگران متحد سنت لوسیا کرسی میکود شمالی را از دست داد. حزب کارگران متحد سنت لوسیا تنها دو کرسی را در مجلس حفظ نمود، کرسی‌های آلن جاستانت، نخست‌وزیر و وزیر بازرگانی بردلی فلیکس، در حالی که کرسی دو عضو سابق UWP که مستقل بودند حفظ شد و استفنسون کینگ و ریچارد فردریک صاحب کرسی در مجلس شدند.